# Teoría indigena-judía
La teoría indígena-judía, o teoría india hebraica, o teoría amerindia judía, era la idea de que algunas o todas las tribus perdidas de Israel habían viajado a las Américas y que todos o algunos de los pueblos indígenas de las Américas son descendientes de israelitas o fueron influenciados por poblaciones judías aún perdidas. La teoría fue popular a fines del siglo XVII, y tuvo un legado duradero a través de su influencia en las creencias mormonas.

## Historia
Creencia que se remonta al siglo XV. Con el descubrimiento del Nuevo Mundo pero poblado, pareció desafiar las teorías que los europeos tenían sobre los orígenes humanos, surgiendo la pregunta de como estarían relacionados estos pueblos indígenas con las historias de las escrituras. Entre las hipótesis, se los relacionó con otros pueblos de Eurasia tales como los egipcios, fenicios, cartagineses, vikingos, tártaros, el pueblo chino o la Atlántida . Sin embargo, en aquel entonces la idea más aceptada fue que las tribus indígenas de las Américas eran descendientes de las tribus perdidas de Israel; respondiendo así a los orígenes de los pueblos indígenas como a lo que había ocurrido con las tribus perdidas. Esta teoría formó parte de un debate más amplio el cual trataba acerca de si los pueblos del mundo tenían un origen monogénico en Adán o si por el contrario, poseían un origen poligénico, derivado de diferentes creaciones.

### Escrituras españolas
Durante el siglo XVI, esta teoría fue debatida por escritores españoles tales como Diego de Landa en su Relación de las cosas de Yucatán , escrita hacia 1566, y la Historia de las Indias de la Nueva España de  Fray Diego Durán . España (1581). El origen de los indios del Nuevo Mundo del dominico Gregorio García sería la primera obra que trataría esta teoría de forma sistemática. García expuso supuestas similitudes en apariencia, costumbres (incluida la idolatría) y lenguaje (incluida la frecuencia de las glotales ) para defender su argumento; propuso también que las tribus perdidas de Israel viajaron a las Américas en conjunto con otros pueblos como los cartagineses, fenicios, China, Tartaria, y Atlántida. . El libro también hace argumentos etimológicos: por ejemplo, García afirmó que "Mex-" en "México" se basaba en el término hebreo " Mesías ".
García enfatizo en que la  circuncisión era común entre los pueblos indígenas principalmente en Yucatán. El recorrido que García propuso por el cual estas tribus debieron llegar a América fue a través del estrecho de Bering, migrando desde el este de Asia y luego pasando por el estrecho. Por el contrario, el arzobispo francés Gilbert Génébrard propuso en 1587 que viajaron a través de Groenlandia.
Diego Andrés Rocha también defendió la idea en el Tratado Único y Singular del Origen de los Indios (1687), argumentando que tanto en Cuba como en Jamaica se habla un hebreo roto; que los españoles comenzaron a poblar América al poco tiempo del gran Diluvio, y que las tribus perdidas llegaron mucho más tarde, a través del Estrecho de Bering.

### Inglaterra y Países Bajos a mediados delsigloXVII.
A grandes rasgos, esta teoría empezó a cobrar fuerza en Inglaterra (durante el gobierno de  Oliver Cromwell) y el noroeste de Europa en la década de 1650, durante un período de milenarismo mesiánico. Esto ocurrió en un momento en que ningún judío vivía oficialmente en Inglaterra. Para los ingleses, el estar predispuestos a la aceptación de esta teoría se debió en gran medida al israelismo británico temprano, la teoría que buscaba probar la existencia de una conexión entre las tribus perdidas y los ingleses. La teoría no era solo de interés histórico: tenía implicaciones escatológicas concomitantes, ya que el regreso de las tribus perdidas y la conversión de toda la nación judía anunciarían la Segunda Venida de Jesús.
The Glorious Progress of the Gospel Amongst the Indians in New England (1649) de Edward Winslow, fue una de las principales publicaciones en Inglaterra, en donde se afirmaba que ciertos elementos de la vida de los nativos americanos seguían las leyes mosaicas. La publicación tenía como fin incitar a tomar más medidas para convertir a los nativos americanos al cristianismo.
Thomas Thorowgood (o Thoroughgood) produjo otro tratado importante: Iewes in America, en 1650, reeditado en 1652 como Digitus Dei: New Discoveryes . Este presentó una defensa detallada de la teoría, incluido un enfoque en las supuestas similitudes lingüísticas con el hebreo y en el uso de la circuncisión. Thorowgood y Winslow compartían creencias milenaristas.
Hamon L'Estrange publicó un tratado refutando la teoría en 1651, bajo el nombre de Americans no Iewes, a la que Thorowgood también refuto con su obra de 1660 titulada Judíos en América (nueva obra, diferente a la de 1650 Iewes in America ).
Antonio de Montezinos, portugués convertido del judaísmo al cristianismo, quien viajó a América, afirmaba que había conocido a una tribu indígena que hablaba hebreo y recitaba el shemá durante sus viajes por Nueva Granada .
El rabino portugués-holandés Menasseh ben Israel escribió un panfleto, Spes Israelis ( Esperanza de Israel ) en 1650, traducido al inglés por Moses Wall y publicado como Spes Israelis, The Hope of Israel en el mismo año. El trabajo del rabino fue usado tanto por Winslow como por Thorowgood. Ben Israel, creyendo en el relato de Montezinos, afirmó que había judíos esparcidos y escondidos en varias partes del mundo: América del Sur, Asia, África. Argumentando que los posibles rasgos culturales en común se debían a que los antepasados de los pueblos indígenas los adoptaron de los judíos que vivían entre ellos, negando ascendencia judía en las poblaciones indígenas. Ben Israel también sostuvo que las tribus perdidas habían viajado a las Américas a través del Estrecho de Bering tal como muchos otros habían propuesto, estrecho el cual alguna vez debió de ser tierra firme permitiendo un flujo migratorio mayor, y que eran responsables de los edificios monumentales encontrados en América Central y del Sur.
La teoría tuvo apoyo en Inglaterra a mediados del siglo XVII, sin embargo no fue tan popular en Nueva Inglaterra, lo cual reflejaba la estrecha relación que había entre los habitantes de Nueva Inglaterra con los nativos americanos, mientras que Thorowgood y Ben Israel nunca habían estado en el continente. Algunos aceptaron la idea de que los nativos americanos eran de ascendencia semítica, es decir, descendientes de Sem, pero rechazaban la idea de que fueran judíos.

### Vistas posteriores
La Historia de los indios americanos de 1775 de James Adair fue un texto considerado fundamental de epocá posterior. Mantuvo las similitudes lingüísticas y culturales, a la cual incluyó la reclusión de las mujeres durante la menstruación. Adair había vivido en América del Norte durante 40 años, a diferencia de los autores anteriores que no habían visitado el continente.
En 1803, el médico y asesor médico de la expedición de Lewis & Clark, Benjamin Rush; le pidió a Lewis que cualquier similitud que hubiese en las prácticas religiosas de los nativos americanos y las de los judíos fuese registrada.
Esta teoría india judía siguió teniendo un gran impacto en algunos círculos cristianos milenialistas hasta bien entrado el siglo XIX, sin embargo, perdió auge pasada la mitad del siglo XIX. A Star in the West, or, a Humble Attempt to Discover the Long Lost Ten Tribes of Israel (1816) Elias Boudinot y View of the Hebrews (1825) de Ethan Smith basados en el trabajo de Adair. Defendían el papel central para los Estados Unidos en el sistema de creencias cristiano milenario. Boudinot argumentó que se podía considerar que las lenguas nativas americanas descendían del hebreo .
El Libro de Mormón (1830) revisó la teoría, negando las tribus perdidas como origen, pero aceptando un origen bíblico en los nativos americanos. El Libro afirma tras ser destruido el primer Templo judío, estos emigraron a las Américas. También afirman que Jesucristo apareció en las Américas y que también llevó su prédica a los nativos americanos después de su resurrección.
Mordecai Manuel Noah, un diplomático y periodista estadounidense defendió la idea en The American Indians Being the Descendants of the Lost Tribes of Israel (1837).
La cacique Beverly Baker Northup publicó por sí misma un libro, Aún no estamos conquistados (2001), defendiendo la opinión de que personas del Medio Oriente (posiblemente sicarios y que los defensores sobrevivientes de Masada ) habían cruzaron el Atlántico y casándose con nativos americanos formando al pluebo Cherokee .